# Wissens-Illusion
Unter der Wissens-Illusion, im Englischen auch illusion of knowledge, versteht man das Missverhältnis zwischen dem subjektiv reflektierten mentalen Zustand eines Sich-gut-informiert-Fühlens zu einem Zustand des objektivierbaren Gut-informiert-Seins.
Die Wissens-Illusion ist die subjektive Einschätzung, mehr zu wissen, als man tatsächlich, also objektivierbar, weiß. Der Begriff wurde von der Kommunikationswissenschaftlerin Elisabeth Noelle-Neumann im Jahr 1986 zur Beschreibung der Diskrepanz von den durch die Medien dargebotenen Information einerseits und der Verstehens- und Behaltensleistung andererseits verwendet.
Etwa können Nachrichtensendungen zur Wissens-Illusion führen, indem sie „Objektivität“ vorzugeben scheinen und auch gegenüber den Printmedien durch Bilder vermittelte höhere Glaubwürdigkeit einfordern, die sie aber aufgrund verschiedener Faktoren (so etwa durch Gatekeeping, Framing) nicht einzuhalten imstande sind.